# Alluaudina
Alluaudina – rodzaj węży z rodziny Pseudoxyrhophiidae.

## Zasięg występowania
Rodzaj obejmuje gatunki występujące endemicznie na Madagaskarze (włącznie z sąsiednią wyspą Nosy Be).

## Systematyka

### Etymologia
Alluaudina: Charles A. Alluaud (1861–1949), francuski entomolog.

### Podział systematyczny
Do rodzaju należą następujące gatunki: 
- Alluaudina bellyi Mocquard, 1894
- Alluaudina mocquardi Angel, 1939